# Об'ємний коефіцієнт флюїду
Об'ємний коефіцієнт флюїду — параметр, який характеризується відношенням об'єму флюїду в пластових умовах до об'єму цієї ж флюїду на поверхні. Розрізняють об'ємний коефіцієнт пластової нафти, пласнового газу, пластової води.

## Об'ємний коефіцієнт пластової нафти
Об'ємний коефіцієнт пластової нафти (англ. volumetric oil coefficient (ratio); нім. volumetrischer Erdölkoeffizient m) — параметр, який характеризується відношенням об'єму нафти в пластових умовах до об'єму цієї ж нафти після виділення із неї газу на поверхні.
Об'єм нафти в пластових умовах перевищує об'єм сепарованої нафти в зв'язку з підвищенням пластової температури і вмістом великої кількості розчиненого газу в пластовій нафті. Однак високий пластовий тиск сам по собі зумовлює зменшення О.к.н., але так як стисливість рідин дуже мала, то тиск мало впливає на значину О.к.н. Під час зниження початкового пластового тиску до тиску насичення рн об'ємний коефіцієнт нафти дещо збільшується у зв'язку з розширенням рідини. В точці початку виділення газу значина його сягає максимуму, і подальше падіння тиску призводить до виділення газу з нафти і зменшення об'ємного коефіцієнта. О.к.н. визначають експериментально.

## Об'ємний коефіцієнт пластового газу
Об'ємний коефіцієнт пластового газу (англ. volumetric crude gas coefficient (ratio); нім. Volumenkoeffizient m des Schichtgases) — об'єм, який займає в пластових умовах за заданих температури і тиску газ, що в нормальних умовах має об'єм 1 м3, тобто відношення об'єму, який займає газ у пласті, до об'єму цього ж газу за атмосферних (звичайно стандартних) умов.

## Об'ємний коефіцієнт пластової води
Об'ємний коефіцієнт пластової води (англ. volumetric fossile water coefficient (ratio); нім. Volumenkoeffizient m des Schichtwassers — параметр, який характеризується відношенням питомого об'єму води за пластових умов Vпл до питомого об'єму її в стандартних умовах Vст, тобто це відношення об'єму пластової води за пластових тиску і температури до об'єму розгазованої води за атмосферних (звичайно стандартних) умов. Збільшення пластового тиску викликає зменшення об'ємного коефіцієнта, а ріст температури супроводжується його підвищенням. О.к.п.в. змінюється в дуже вузьких межах (0,99-1,06), що пов'язано з невеликою розчинністю газів у воді і протилежним впливом тиску і температури. Права межа відповідає високій температурі (121 °C) і низькому тиску, ліва − високому тиску (32 МПа).